# Szamluch
Szamluch – wieś w Armenii, w prowincji Lorri. W 2022 roku liczyła 600 mieszkańców.